# 代議院 (チェコ)
チェコ共和国議会代議院（チェコきょうわこくぎかいだいぎいん、チェコ語: Poslanecká sněmovna Parlamentu České republiky; PS PČR）は、チェコ共和国の議会の下院。

## 議院概説
定数は200、任期は4年で、政党名簿比例代表制度による選挙で選出される。2002年の総選挙からは首都プラハと13の州の計14地区をそれぞれ1つの選挙区としており、ドント方式が採用されている。
代議院はプラハのマラー・ストラナ地区に置かれている。

## 被選挙資格・任期
代議院議員となる資格を持つものは、21歳以上のチェコ国民である。議員の任期は4年で、任期満了、死亡、辞職するまで在職する。

## 院内勢力
| 会派名称 | 会派名称                                           | 院内代表             | 議席数 |
| -------- | -------------------------------------------------- | -------------------- | ------ |
|          | ANO 2011                                           | アレナ・シレロヴァー | 71     |
|          | 市民民主党 ODS                                     | マレク・ベンダ       | 34     |
|          | 市長と無所属 STAN                                  | ヨセフ・コーガン     | 33     |
|          | キリスト教民主同盟＝チェコスロバキア人民党 KDU-CSL | アレシュ・ドゥフェク | 23     |
|          | 自由と直接民主主義 SPD                             | ラディム・フィアラ   | 20     |
|          | TOP 09                                             | ヤン・ヤコブ         | 14     |
|          | 海賊党                                             | ヤクブ・ミハーレク   | 4      |

出典：Members – The Chamber of Deputies（2024年3月10日閲覧）
2010年の総選挙の結果、改選前の市民民主党（以下、民主党）に替わって社会民主党（以下、社民党）が第1党となった。ところが社民党と左派のボヘミア・モラビア共産党を合わせても議席の過半数に達せず、また他党は社民党との連立を拒否したこともあって社民党は政権樹立を断念した。他方で第2党となった民主党は、新党のTOP09、VVによる連立を組むことを決め、ペトル・ネチャス民主党党首を首班とする連立政権を発足させた。
しかし連立与党の足並みは乱れ続け、幾度か連立政権は崩壊の危機に直面した。またVVが強引な主張を繰り返し続けたことから、2012年4月、VV所属で副首相だったピークが離党を表明、民主党とTOP09及びVVによる連立政権解消に合意。ピークを含むVV議員8名と大臣2名が新党LIDEMを結党し、民主党とTOP09及びLIDEMによる連立政権が新たに発足した。